# Lezaun
Lezaun (en basc i oficialment; Lezáun en castellà) és un municipi de Navarra, a la comarca d'Estella Oriental, dins la merindad d'Estella. Limita al nord amb la Serralada d'Urbasa, i al sud amb Deierri, del que se'n separà el 1952, i Gesalatz.

## Topònim
Lezaun prové del basca leza (variant de leze, cova o avenc) i un(i) (lloc); és a dir lloc de la cova. La cova a la qual fa referència el nom del poble és l'avenc de Marizulete, situada a 500 metres de distància de Lezaun. El nom de la cova es tradueix pel lloc del forat de Mari. Com Mari és la principal deïtat de la religió basca precristiana, es pot inferir que aquest avenc va tenir la seva importància com lloc de culte en l'antiguitat.

## Demografia
| Evolució demogràfica                              | Evolució demogràfica | Evolució demogràfica | Evolució demogràfica | Evolució demogràfica | Evolució demogràfica | Evolució demogràfica | Evolució demogràfica | Evolució demogràfica | Evolució demogràfica | Evolució demogràfica |
| 1996                                              | 1998                 | 1999                 | 2000                 | 2001                 | 2002                 | 2003                 | 2004                 | 2005                 | 2006                 | 2007                 |
| ------------------------------------------------- | -------------------- | -------------------- | -------------------- | -------------------- | -------------------- | -------------------- | -------------------- | -------------------- | -------------------- | -------------------- |
| 262                                               | 281                  | 283                  | 278                  | 275                  | 270                  | 270                  | 263                  | 259                  | 262                  | 270                  |
| Fonts: Lezaun i Institut d'Estadística de Navarra |                      |                      |                      |                      |                      |                      |                      |                      |                      |                      |